# Katholischer Friedhof Köln-Mülheim
Der Alte Katholische Friedhof in der Sonderburger Straße im rechtsrheinischen Kölner Stadtteil Mülheim ist einer der ältesten als solcher erhaltenen Friedhöfe im Kölner Stadtgebiet. Er wird von der katholischen Kirchengemeinde St. Clemens und Mauritius verwaltet und bis heute für Begräbnisse genutzt.

## Geschichte

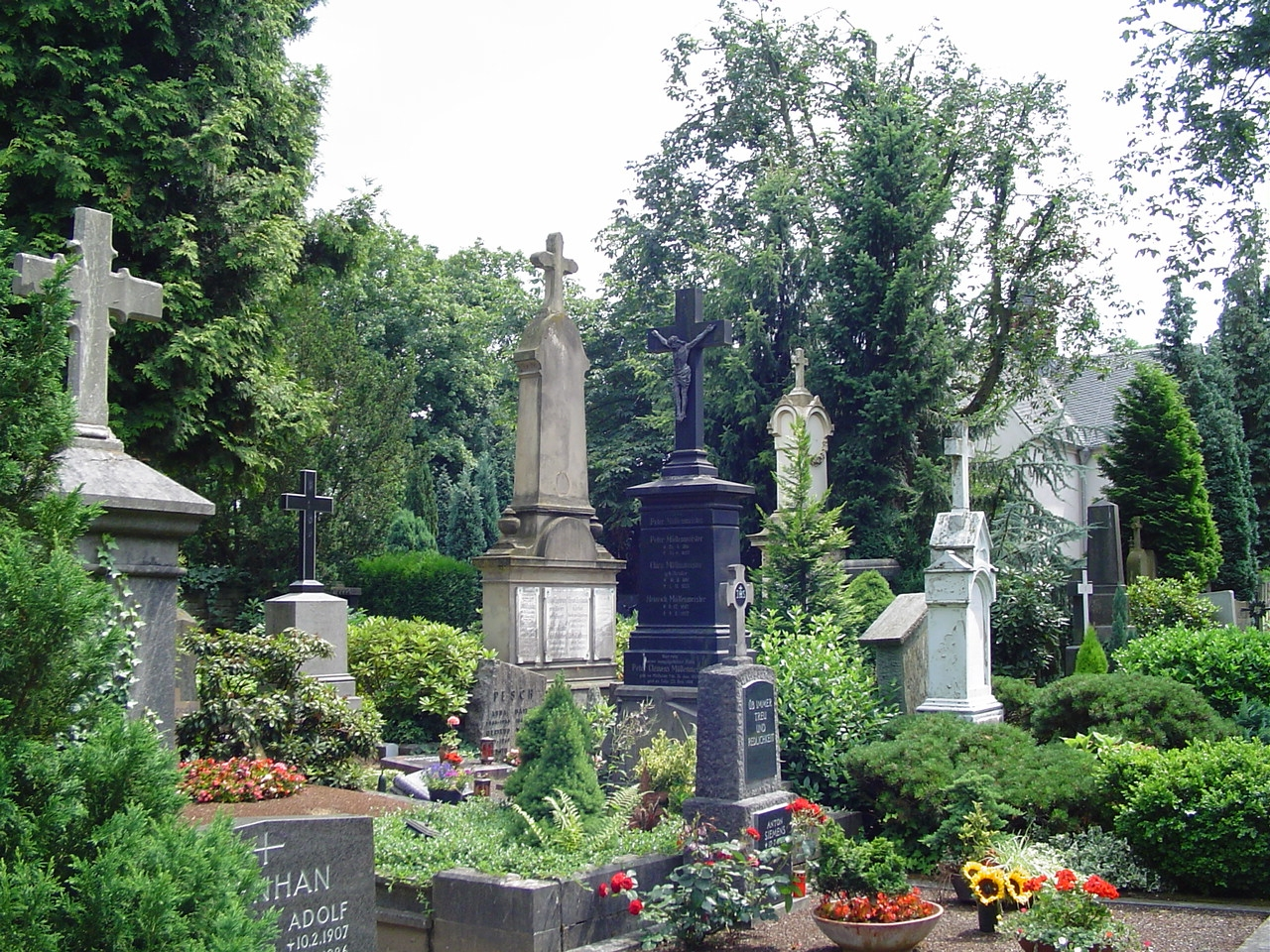
Gräber im alten Friedhofsteil

Wann genau der Friedhof entstand, ist nicht eindeutig belegt. Da jedoch von der bis heute erhaltenen Friedhofskapelle Alt St. Mauritius bekannt ist, dass sie im 13. Jahrhundert erbaut wurde, und im Mittelalter das Kirchengebäude und der Kirchhof stets eine Einheit bildeten, wird davon ausgegangen, dass der Friedhof im 13. Jahrhundert oder früher an dieser Stelle bereits bestanden hatte. Zu jener Zeit wurde die Stätte für Begräbnisse der Mitglieder der St. Mauritius-Gemeinde genutzt, die in Mülheim sowie im benachbarten Ort Buchheim (heute ebenfalls ein Stadtteil Kölns) lebten. Allerdings sind keine Einzelheiten der Geschichte des Friedhofs bis zum 18. Jahrhundert überliefert; auch sind heute keine älteren Grabstätten mehr erhalten geblieben, die nachweislich älteste stammt aus dem Jahr 1841.
Nachdem Ende des 18. Jahrhunderts das Herzogtum Berg, zu dem auch Mülheim gehörte, von französischen Revolutionstruppen besetzt wurde, traten dort im Jahre 1804 die Napoleonischen Bestattungsgesetze in Kraft, nach denen unter anderem Bestattungen innerhalb von Städten verboten waren, so dass bestehende innerörtliche Begräbnisstätten verlegt werden mussten – eine Gegebenheit, die zu jener Zeit auch zur Gründung des Kölner Melaten-Friedhofes führte. Gegen eine Verlegung des Mülheimer Gemeindefriedhofes kam es jedoch zu Protesten seitens der St. Mauritius-Gemeinde, die argumentierte, dass für eine Verlegung weder finanzielle Mittel noch geeignete Grundstücke vorhanden seien. Da auch die Bergische Verwaltung nicht sonderlich stark auf ihren Forderungen nach einer Verlegung beharrte, gelang es der Gemeinde, über Jahrzehnte hinweg ihrer Verpflichtung zu entkommen. Als die preußische Regierung schließlich im Jahre 1865 eine Verordnung erließ, nach der Kirchhöfe als Eigentum der zuständigen Gemeinden bestätigt wurden, sofern das Eigentum schon lange und unangefochten bestehe, war die Friedhofsverlegung endgültig vom Tisch.

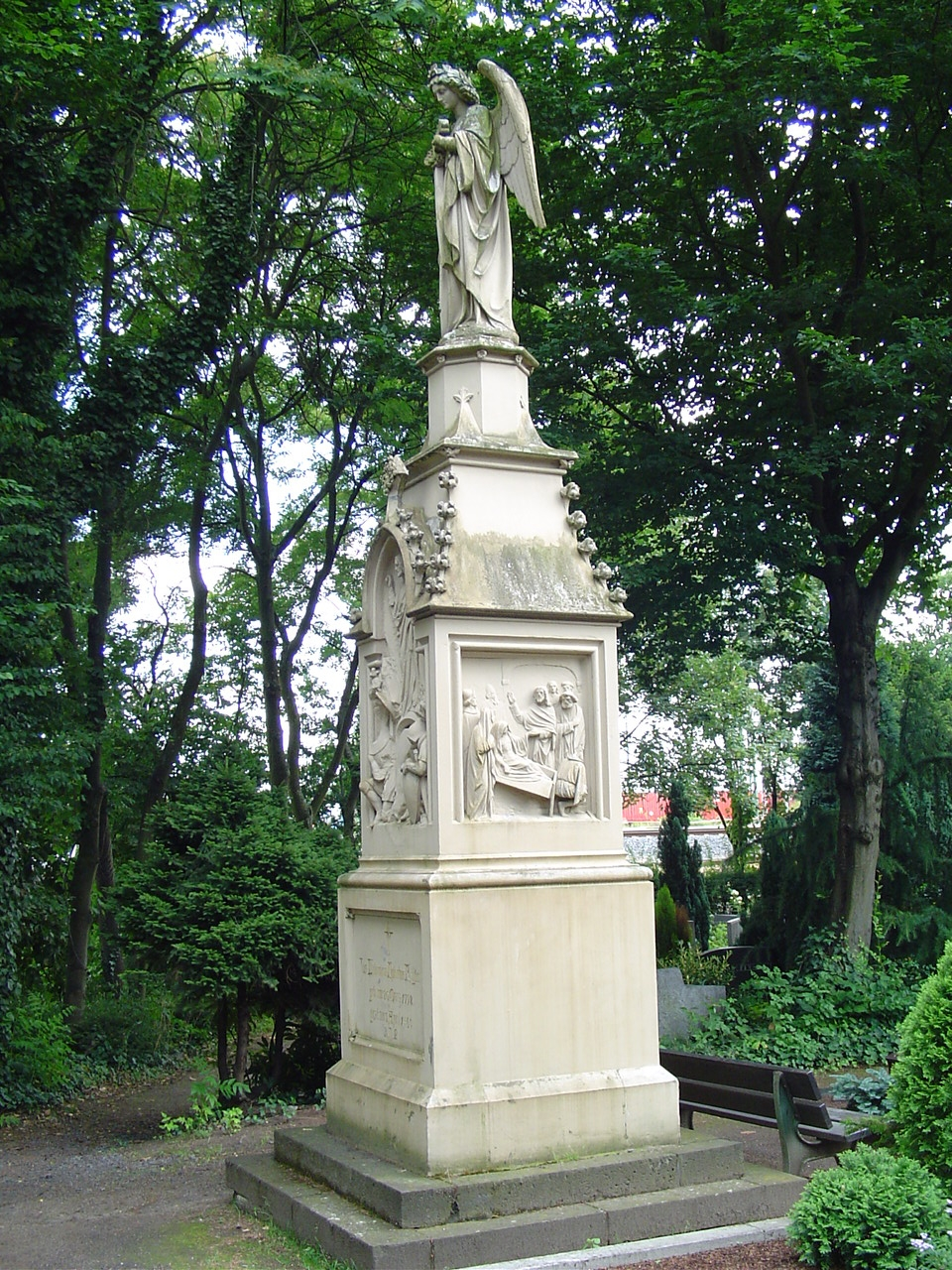
Grabstätte Köhler

Zu einer zeitweiligen Schließung des Friedhofs kam es im 20. Jahrhundert: 1904 legte die Stadt Köln nahe Mülheim einen großen kommunalen Friedhof (Mülheimer Friedhof) an und untersagte kurz darauf Neubestattungen auf dem Friedhof zu St. Mauritius mit Ausnahme von Bestattungen in bestehenden Familiengräbern. Da ein großer Teil des Kirchhofs im Laufe der nächsten Jahrzehnten weitgehend verwahrloste, gab es in den 1930er Jahren Verhandlungen zwischen der Stadt und der Gemeinde über einen teilweisen Erwerb des Friedhofs durch die Stadt und der Umwandlung der angekauften Flächen in eine Grünanlage. Sie zogen sich jedoch in die Länge, bis die Stadt nach dem Ausbruch des Zweiten Weltkrieges ihre Kaufabsicht endgültig verwarf. Erst 1955 konnte sich die Gemeinde vom nicht mehr benötigten Teil des Kirchhofsgeländes trennen, indem sie es an eine Redemptoristengemeinschaft veräußerte, die Bauland für die Errichtung eines Klosters benötigte. Mit dem Inkrafttreten einer neuen Begräbnisordnung in den 1970er Jahren war das Weiterbestehen des Friedhofs als katholischer Gemeindefriedhof nun gesichert; seitdem wird dort wieder uneingeschränkt bestattet.
Im Laufe seiner Geschichte wurde der Friedhof mehrfach erweitert. Im 19. Jahrhundert, im Zuge der fortschreitenden Industrialisierung und des resultierenden Bevölkerungs- und Gemeindewachstums auch in Mülheim, geschah das zweimal, nämlich in den Jahren 1844 und 1870. Eine weitere Erweiterung erfolgte im Jahr 1970, als nach dem 1955 durchgeführten Teilverkauf des Grundstücks der Begräbnisplatz bald nicht mehr ausreichte. Aus dem gleichen Grund musste die Gemeinde in den Jahren 1982 und 1992 auch jeweils einen Teil des zuvor veräußerten Geländes zurückkaufen.
Seit 1989 stehen sowohl der Friedhof als auch die Kapelle unter Denkmalschutz.

## Bauwerke
Der älteste datierbare Grabstein auf dem Kirchhof stammt, wie bereits erwähnt, aus dem Jahre 1841 und gehört zur Grabstätte der Familie Keup, die der Gemeinde seinerzeit ein Krankenhaus gestiftet hatte und der daher auch die Mülheimer Keupstraße ihren Namen verdankt. Auch viele weitere bekannte Namen aus der Mülheimer Geschichte sind hier zu finden. Auffällig ist auch die Grabstätte des Großgrundbesitzers Ludwig Köhler aus dem Jahre 1868, eine Stele mit Engelsfigur und Reliefs, die zugleich auch das höchste Grabmal des Kirchhofs ist. Der älteste Teil des Friedhofs mit einer Vielzahl von teils aufwändigen Grabsteinen aus dem 19. Jahrhundert befindet sich auf einer Anhöhe rund um die Kapelle sowie in der Nähe des Eingangstores von der Sonderburger Straße aus.